# Bánság

A Bánság térképe

Bánság vagy Bánát (németül, románul, szerbhorvátul Banat, szerbül Банат) földrajzi és történelmi régió a Kárpát-medence délkeleti részén. Földrajzi és kulturális egységet képez Bácska és a történelmi Erdély között.
A területet végvidéknek, végvárnak és végvidéki bánságnak nevezték. A bánságok úgyszólván láncolatot alkottak a Száva és a Duna összefolyásától az Olt torkolatvidékéig. A végvidékek kapitányai, illetve bánjai országbárói rangot viseltek a Magyar Királyságban.
A mai magyar nyelv szerint a Bánát forma is helyes, ám ez a magyar Bánság szó tükörfordítása.

## Földrajz

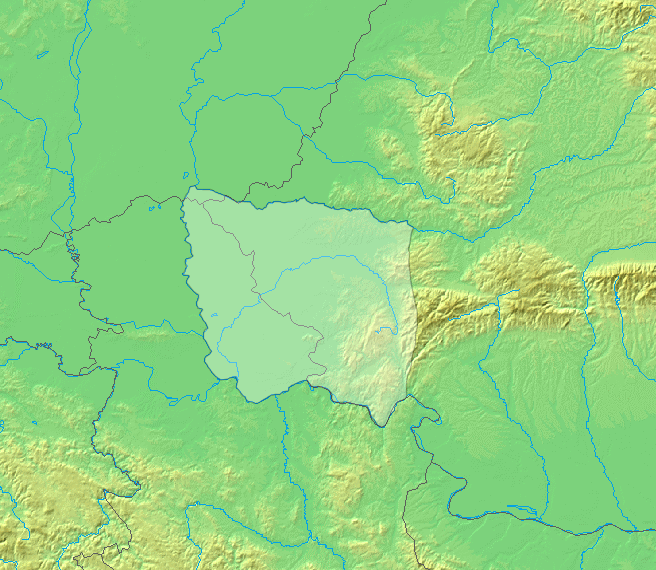
A Bánság elhelyezkedése

A Bánság természetes földrajzi határai délen a Duna, nyugaton a Tisza, északon a Maros keleten pedig a Ruszka-havas, valamint a Temes és a Cserna folyók völgye a Déli-Kárpátok lábainál.
A Bánság nagyobb része, a Temesköz (más néven Bánsági-alföld) az Alföldhöz tartozó sík vidék, míg a terület délkeleti részét a Bánsági-hegyvidék foglalja el. Az utóbbi részei a Krassó-Szörényi-érchegység, Szemenik-hegység, Almás-hegység, Lokva-hegység és Orsovai-hegység (Szretinye-hegység). A Bánsági-hegyvidék legmagasabb csúcsa a Szemenik-hegységben emelkedő Gózna (Piatra Goznei, 1447 m.)
A régió három államhoz tartozik: a nagyobbik része (18 945 km²) a Kelet-Bánság, amely Románia területéhez tartozik, a kisebbik részét (9307 km²) kitevő Nyugat-Bánság a szerbiai Vajdaság területén helyezkedik el, illetve egy csekély része (217 km²) Magyarországon található, Csongrád-Csanád vármegye déli részén.

## Történelem

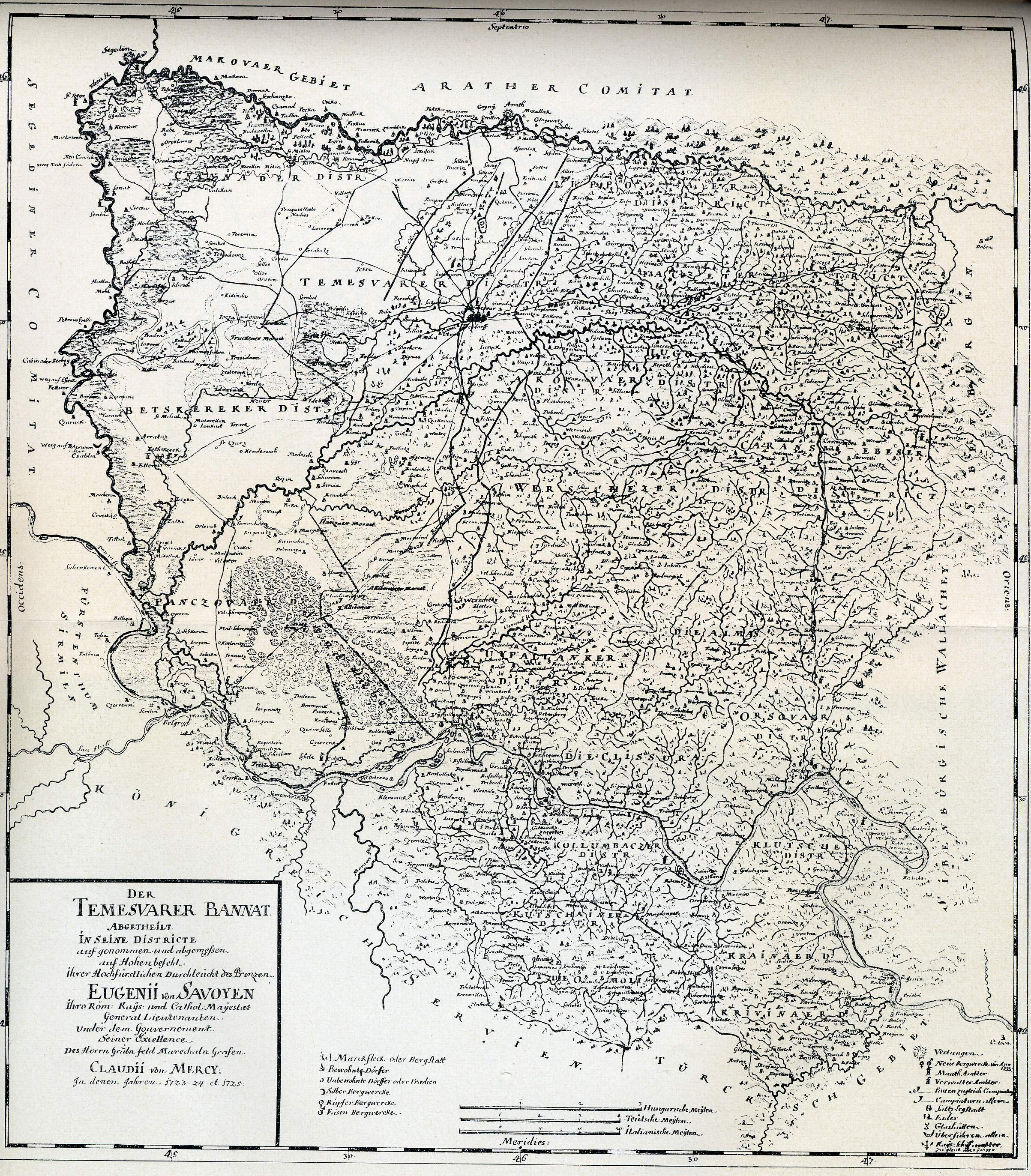
A Temesi Bánság térképe (1718-39)

A temesvári vilajet térképe (1699–1718)

Bácska, Szerémség és a Temesi bánság vármegyéi (1881)

A Bánság területe a középkori Magyarországon nem képezett külön területi egységet, Krassó, Keve, Temes, Csanád, Arad és Torontál vármegye osztozott területén. Védelmi szempontból a fogyatkozó Szörényi bánság is átnyúlt ide. Az ország három részre szakadása után egészen 1873-ig nem tartozott szorosabban Magyarország központi uralma alá: török, osztrák, erdélyi fennhatóság alatt állt. Területén bánságok, katonai és császári koronatartományok, nemzetiségi autonómia kezdeményezések alakultak. A Kiegyezéstől kezdve 1918-ig Magyarország szerves része, 1920-tól napjainkig Románia és Szerbia (Jugoszlávia) között oszlik meg.

### Karánsebesi-Lugosi bánság
Mohács után a törökök fokozatosan meghódították a Duna mentét és a Temesközt, a hódoltságba (Temesvári vilajet) benyúló erdélyi terület (Bánsági-hegyvidék) élén innentől kezdve fokozatosan a Karánsebesi és lugosi bánok álltak. Hivataluk nem vált külön, az egésznek élén mindig egy bán (főbán) állt, Karánsebes székhellyel. A bánok kormányozták a vidéket az erdélyi fejedelmek nevében egészen 1658-ig, amikor Köprülü Mehmed nagyvezír támadása miatt Barcsay Ákos (az utolsó Lugosi és Karánsebesi bán 1644-től) szeptember 14-én elfogadta a fejedelmi kinevezést és a béke érdekében beleegyezett abba is hogy átadja Lugos és Karánsebes várát. Többé nem szervezték újjá.

### Temesvári vilajet
A Temesvári vilajet Temesvár 1552-ben történt bevétele után a Partium, a Tisza és a Duna közötti török közigazgatási egység volt. Északon a Marosig vagy a Körösökig terjedt. 1658-tól kezdve Jenői vilajetként említették. Székhelye Jenő illetve Temesvár. 1716-ban a császári csapatok foglalták el.

### Temesi Bánság
A Temesi Bánság (német nevén Grafschaft Bannat, Temescher Banat) a századfordulós Temes, Torontál, Krassó-Szörény vármegyék és környékük területét foglalta magába. A több mint másfél évszázados török fennhatóság végén az 1718-ban kötött pozsareváci békében a Porta lemondott a Temesköz birtoklásáról, ami a magyar király uralma alá került. III. Károly a visszaszerzett területet nem csatolta Magyarországhoz, hanem 11 vidékre osztotta fel, s Temesi bánság néven a bécsi kormányzatnak rendelte alá. A bánság a kormányzatnak alárendelt Bánsági Igazgatóság által katonailag kormányzott terület lett. Mária Terézia 1751-ben 8 vidéket kivett a katonai kormányzat fennhatósága alól, s azokat polgárilag abszolút módon kormányozta. A maradék 3 vidékből Bánsági katonai határőrvidéket szervezett. A magyar rendek az országgyűléseken többször tiltakoztak a bánsági területek ezen „alkotmányellenes” állapota ellen, s követelték a tartomány Magyarországhoz csatolását. Mária Terézia az 1778. évi királynői rendeletében teljesítette kérésüket és a polgári igazgatás alatt lévő területet Magyarország közigazgatási szervezetébe visszacsatolta. E területekből alakultak Torontál, Temes és Krassó vármegyék. A Bánsági határőrvidék továbbra is a bécsi Haditanács fennhatósága alatt maradt.

### Szerb Vajdaság és Temesi Bánság

A Szerb Vajdaság és Temesi Bánság koronatartomány térképe

Az 1848–49-es forradalom és szabadságharc alatt a Bánság nyugati felén a Szerb Vajdaságot kiáltották ki szerb felkelők. A szabadságharc után (Bach-korszak) ismét elszakították a bánsági részeket Magyarországtól, és Szerb Vajdaság és Temesi Bánság néven Ausztria koronatartományává tették, bácskai és szerémségi területekkel egyesítve, kerületekre osztva azt. Azonban a szerbek nem voltak teljesen elégedettek az új vajdasággal, mivel bár nagy kiterjedésű volt, etnikailag vegyes (pl. román, német, magyar, horvát) nemzetiségű bánsági és szlavón területeket foglalta magába. Kizárt egyes szerb többségű területeket a Szerémségben, főleg a katonai határőrvidéken, amelyeket az önjelölt Szerb vajdaság-tervezetük magában foglalt.
Ferenc József 1860. évi októberi diplomájában újra elrendelte Magyarországhoz való csatolását, így e területen a vármegyék ismét megalakultak. 1873-ban, a XXVI. tc. alapján a Bánsági határőrvidéket is polgári közigazgatás alá vonták. A bánsági ezredek legnagyobb része Torontál vármegyéhez, kisebb részük Temes illetve Szörény vármegyéhez került, ezzel a Bánság közigazgatási, jogi különállása megszűnt.

### Bánsági Köztársaság
Az első világháború után mind az új délszláv állam, mind Románia igényt formált a régióra. A terület megtartása érdekében kikiáltották főleg a német vezetők a Bánsági Köztársaságot, de az csak három hétig, a szerb-francia erők bevonulásáig tartott.

### Szerbia és Románia részeként

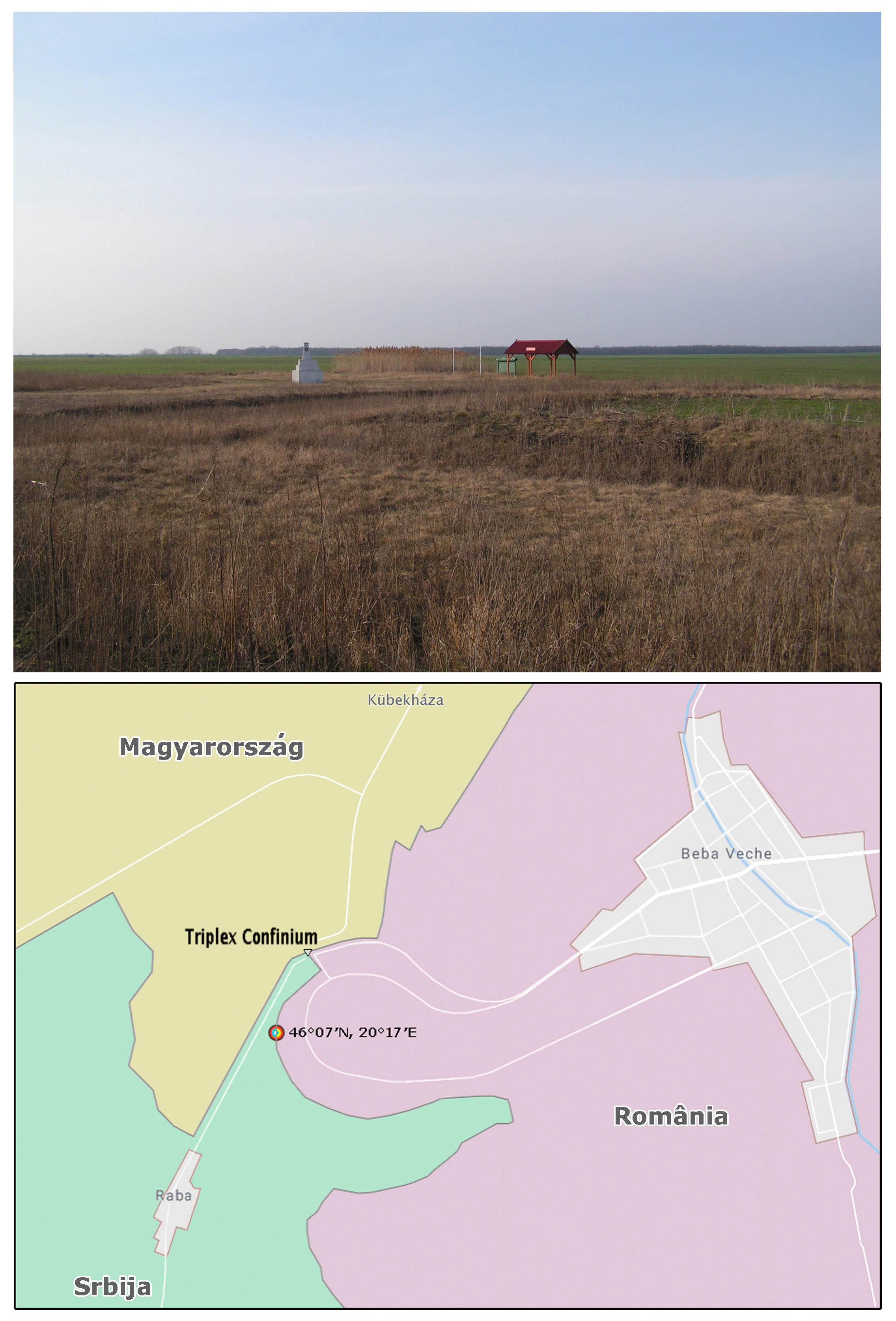
A hármashatárt jelző egyedi határjel (Triplex Confinium) a magyarországi Kübekháza határában

A trianoni békeszerződés 1920 háromfelé vágta a régiót: többsége Románia és Szerbia része lett, Magyarországhoz pedig csupán egy apró rész került. Ezután még voltak kisebb falucserék a két dél-európai ország között.
A második világháború idején a Nyugat-Bánság német katonai igazgatás alatt állott, ami oda vezetett, hogy a háború végén bosszúból a terület teljes német lakosságát elűzték illetve legyilkolták a győztes jugoszláv partizánok. Sok ember a kommunista koncentrációs táborokban halt éhen. A bánsági svábok a román kommunista diktatúra elől menekültek el, elsősorban Németországba. A régió etnikai sokszínűsége lassan megszűnt, a szórványos kisebbségek zöme beolvadt a román és szerb többségbe.
A tervezett Duna-Körös-Maros-Tisza Eurorégió célja lenne a terület újbóli integrálása, ehhez azonban még számos politikai akadályt kellene leküzdeni.

## Népesség
A terület etnikailag színes: a többséget a románok, magyarok és a szerbek alkotják, de kisebb számban élnek itt  németek, romák, szlovákok, ukránok, horvátok, csehek, bánsági bolgárok is.
Temesvár 1552-ben történt eleste után a lakosság többsége fokozatosan református lett.
1717-re az egykori gazdag és termékeny mezőgazdasági vidék fokozatosan benépesült. A hiteles bizonyíték a nyilvánosságra hozott 1769 évben készült katonai térkép pl. Tisza-Maros szögből. Régi  birtokosainak jogigényét, a Csanádi püspök birtokjogát, sem és a magyar lakosság honosságát a bécsi kormány a törökök kiűzése után nem ismerte el.
Az első évtizedekben a bécsi kormányzat megtiltotta a magyarok betelepedését, csak német katolikus telepesek költözhettek be a Bánságba. Mercy tábornok, az első katonai parancsnok, nagyszabású mocsár-lecsapolási és folyamszabályozási munkákat indított meg. Először rokkant és kiszolgált katonákat telepítettek le, majd 1724-től toborzott német telepesekkel folytatta a betelepítést. A Bánság német lakossága szinte az egész német nyelvterületről gyűlt össze. Egy időben kényszertelepítés is folyt: Ausztriából kitoloncolt bűnözőket és nemkívánatos társadalmi elemeket költöztettek be a területre.
A második nagy telepes hullám az 1763. évi Mária Terézia-féle benépesítési törvénnyel kapcsolatos. II. József alatt is történt jelentős német bevándorlás, sőt 1799, 1802, 1808 és 1812-ben is érkeztek kevés számban németek. 1720-1740 között a németekkel együtt kisszámú olasz, spanyol és francia telepes is bevándorolt, akik hamarosan elnémetesedtek. Szerbek kevesen a török hódoltság alatt is laktak a vidéken, 1740 után pedig a Maros és Szeged vidékéről a Dél-Bánságba húzódtak le, illetőleg 1751-ben a tiszai határőrvidék feloszlatása miatt telepedtek le Kikinda környékén. 1737-ben kaptak engedélyt a bevándorlásra a törökök elől Olténiából menekült katolikus bolgárok. Románok már a 15. században is éltek a Temesközzel határos keleti hegyvidéken, a 18. század folyamán telepítés és önkéntes vándorlás következtében a Bánságban mindenütt falvakat alapítottak. A 18. század végétől Torontál és Temes vármegyék déli részén szlovák, a 19. második felében Krassó-Szörényben cseh falvak is keletkeztek. Különös színfolt a Karas folyó felső völgyében a szerb-bolgár határról származó délszláv népcsoport, a krassovánok. Ezek valószínűleg az 1740-es években vándoroltak mai lakóhelyükre.

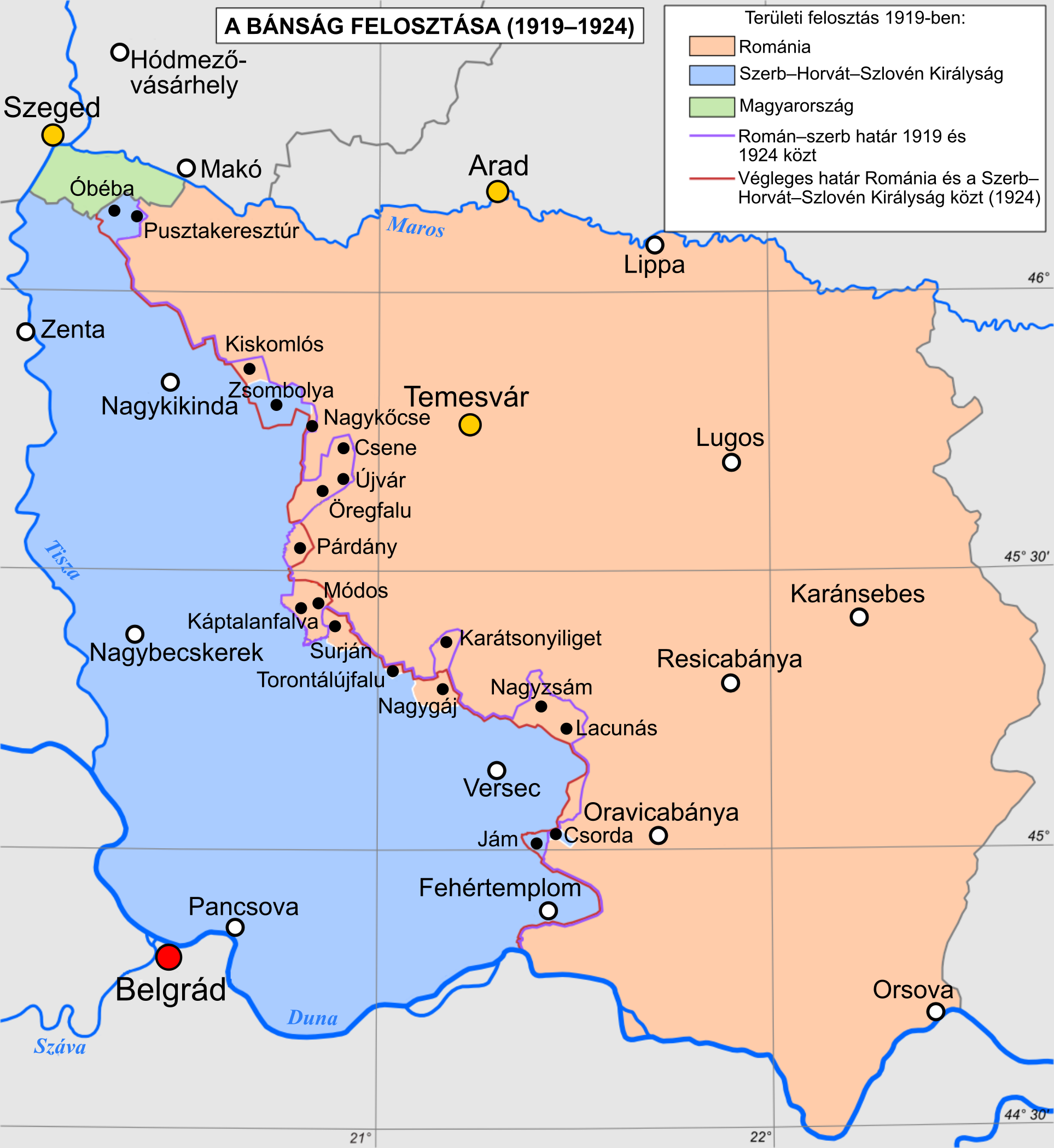
A Bánság területének felosztása a trianoni békeszerződés után, a Magyar Királyság, a Jugoszláv Királyság és a Román Királyság között

A sokféle telepítési akció következményeképpen a Bánság a történeti Magyarország legtarkább nemzetiségű tájává lett, a magyarok azonban csak a legutolsók között települhettek le e vidékre. Bár a török kivonulása után spontán több ezer magyar költözött be a kialakuló városokba (Temesvár, Becskerek, Versec stb.), helyzetük csak akkor változott, amikor 1778-ban Pancsova, Fehértemplom és Karánsebes központtal szervezett német, szerb, illetőleg román határőrvidékek kivételével a Bánság közigazgatásilag visszakerült Magyarországhoz. A magyarok idetelepítését, a nemzetiségektől eltérően, csak kis részben a kincstár, nagyobbrészt földesurak szervezték. A földesúri telepítések jelentős hányada szerződéses dohánykertész község volt. Közülük számos csak néhány évig állott fenn, lakosságuk szétszéledt, máshova települt. 1781-ben Békés vármegyei reformátusok költöztek Ittebére, 1782-ben felső-magyarországi katolikusok Csókára, 1783-ban a Heves vármegyei Erdőtelekről jött telepesek Párdányban szálltak meg, de a Béga gyakori áradásai miatt Ótelekre és más községekbe költöztek át. A 18. század végén jött létre tiszántúli és sárközi református magyarokból Végvár (Rittberg).(románul Tormac), 1781-ben Békés vármegyei reformátusok költöztek Ittebére, 1782-ben Csókára felső magyarországi katolikusok, 1783-ban Heves vármegyei Erdőtelekről érkezett telepesek szálltak meg Párdányban, de a Béga áradásai miatt Ótelekre és több más községbe költöztek át. Szeged vidéki, Csongrád- és Csanád vármegyei dohánykertészek alapították 1804-ben Szajánt, 1806-ban Magyarszentmártont. 1817 után nem magyar telepes már csak szórványosan került a Bánságba: 1819-ben Majláthfalva, 1823-ban Gátalja, 1835-ben Udvarszállás, 1840 körül Magyarszentmihály, Ürményháza és még több községekre. 1867 után ismét folyamatossá vált a magyar telepítés - közben 1873-ban a határőrvidéket is megszüntették - és a Bánság a korabeli Magyarország telepítési akcióinak csaknem kizárólagos színterévé vált. 1876-ban települt Felsőmuzsaly és Torontálkeresztes magyarsága. 1881-ben Szapáryfalva tiszántúli reformátusokból, 1883-ban Hertelendyfalva, Székelykeve és Sándoregyháza bukovinai székelyekből, 1891-ben Újszentes (Vadászerdő) Szentesről, 1893-ban Nagybodófalva Makó és Szeged vidéki reformátusokból, 1894-ben Igazfalva Békés és Csongrád vármegyei agrárproletárokból, elsősorban kubikusokból. 1890-1913 között még 16 Bánsági községbe költöztek be kisebb vagy nagyobb számmal magyarok.
A második világháború után a jugoszláviai németeket kitelepítették. A 220 000 fős bánsági sváb népesség csupán később menekült el, sok romániai német a kommunista rezsim elviselhetetlen életfeltételei miatt Magyarországon és Ausztrián keresztül jutott Németországba. A Romániai Bánságban - a falvak kivételével - a nagyobb városokban és a resicai iparvidéken az újabb időkben odaköltözött magyar munkásság is él.

## Közigazgatás

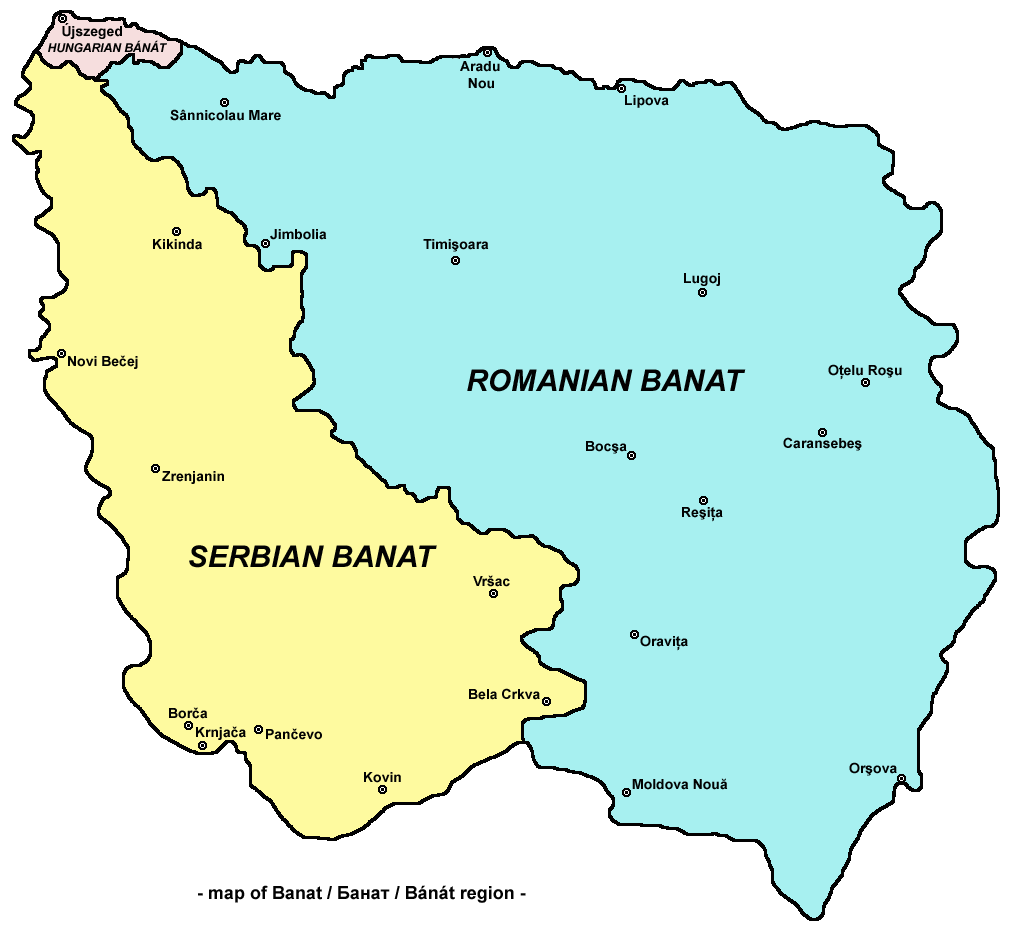
A Bánság jelenlegi felosztása, Magyarország, Szerbia és Románia között

A Kelet-Bánság (romániai Bánság) három megyét foglal magába: Arad megyét (Arad) részben, valamint Temes (Timiș) és Krassó-Szörény (Caraș-Severin) megyéket. A romániai Bánság központja a Béga folyó partján fekvő Temesvár (Timișoara). A Bánságnak a Vajdasághoz tartozó nyugati részét nagyjából három közigazgatási egység fedi: az Észak-bánsági körzet, a Közép-bánsági körzet és a Dél-bánsági körzet, egy kis terület – Palilula községben – pedig Belgrád része lett. A vajdasági Bánság legnépesebb városai Nagybecskerek (Zrenjanin) és Pancsova (Pančevo).

### Legnagyobb városok
|  | Város                     | Ország  | Népesség 2011-ben (fő) |
|  | ------------------------- | ------- | ---------------------- |
|  | Temesvár (Timișoara)      | Románia | 319 279                |
|  | Nagybecskerek (Zrenjanin) | Szerbia | 76 511                 |
|  | Pancsova (Pančevo)        | Szerbia | 76 203                 |
|  | Resicabánya (Reșița)      | Románia | 73 282                 |
|  | Lugos (Lugoj)             | Románia | 39 314                 |
|  | Nagykikinda (Kikinda)     | Szerbia | 37 676                 |
|  | Versec (Vršac)            | Szerbia | 36 040                 |
|  | Karánsebes (Caransebeș)   | Románia | 24 689                 |

## Személyek
- Baba Anujka román születésű méregkeverő asszony itt követett el sorozatgyilkosságot.
- Balogh Edgár (1906–1996) Temesváron született publicista, író
- Bartók Béla (1881–1945) Nagyszentmiklóson született világhírű zeneszerző, zongoraművész, zenetudós, a magyar népzenetudomány világhírű mestere
- Itt született Espersit János (1879–1931), a neves makói ügyvéd Juhász Gyula legjobb barátja, József Attila atyai pártfogója
- Fenyves Ferenc (1885–1935) a szabadkai Bácsmegyei Napló főszerkesztője
- Fermendzsin Özséb/Eusebius (1845-1897) - magas rangú római katolikus pap, bolgár származású ferences szerzetes, akadémikus
- Nagyszentmiklóson született 1834-ben Heim Péter (1834–1904) jogász, a magyar posta- és telefonhálózat kiépítője, akinek fiáról, Heim Pálról (1875–1929) van elnevezve a budapesti gyermekkórház
- Herman Lipót (1884–1972) festőművész
- Klapka György (1820–1892) Temesváron született, az 1848–49-es szabadságharc honvédtábornoka
- gróf Klebelsberg Kuno (1875–1932), a 20. század legjelentősebb magyar kultúrpolitikusa Magyarpécskáról származik
- Kós Károly (1883–1977) temesvári születésű építész, író, politikus, könyvkiadó, grafikus, az Erdélyi Szépmíves Céh megalapítója
- Méliusz József (1909–1995) Temesváron született költő, író
- Madarász Emil (1884–1962) költő
- Makai Ödön (1889–1937) ügyvéd, József Attila gyámja és sógora
- Mihailich Győző (1877–1966) műépítész, műegyetemi tanár
- Nikodemusz Elli (1923–1989) műfordító, költő
- Nikolaus Lenau (1802–1850), a nagy osztrák költő
- Révai Miklós (1749/50–1807) nyelvész is Nagyszentmiklóson született
- Székely László (1877–1934) műépítész
- Temesvári Pelbárt hittudóst (1440-1504) Temesvár adta a világnak.
- Téry Ödön 1856. július 4-én született Óbében (vagy Óbébán), s 1917. szeptember 11-én hunyt el Pesten. Orvos volt; a szegények orvosának is nevezték. A hazai turistamozgalom egyik alapítója és vezetője. A Magyar Turista Egyesület megalapítója, elnöke, a Turisták Lapjának szerkesztője. 1898-ban ő hozta létre Dobogó-kő első menedékházát. Ott van emlékműve. A Magas-Tátrában, a Tar-pataki-völgyben ő építette a Téry menedékházat, mely a mai napig működik. Több Tátra-csúcsot megjárt.
- Vuk Drašković, a Párdányban született szerb politikus
- Johnny Weissmuller (eredeti nevén Weissmüller János, 1904–1984) Temesváron / Freidorf született ötszörös úszó olimpiai bajnok, a hollywoodi Tarzan-filmek főszereplője – 7 hónapos koráig élt itt, amíg szüleivel ki nem vándorolt Amerikába

## Képek

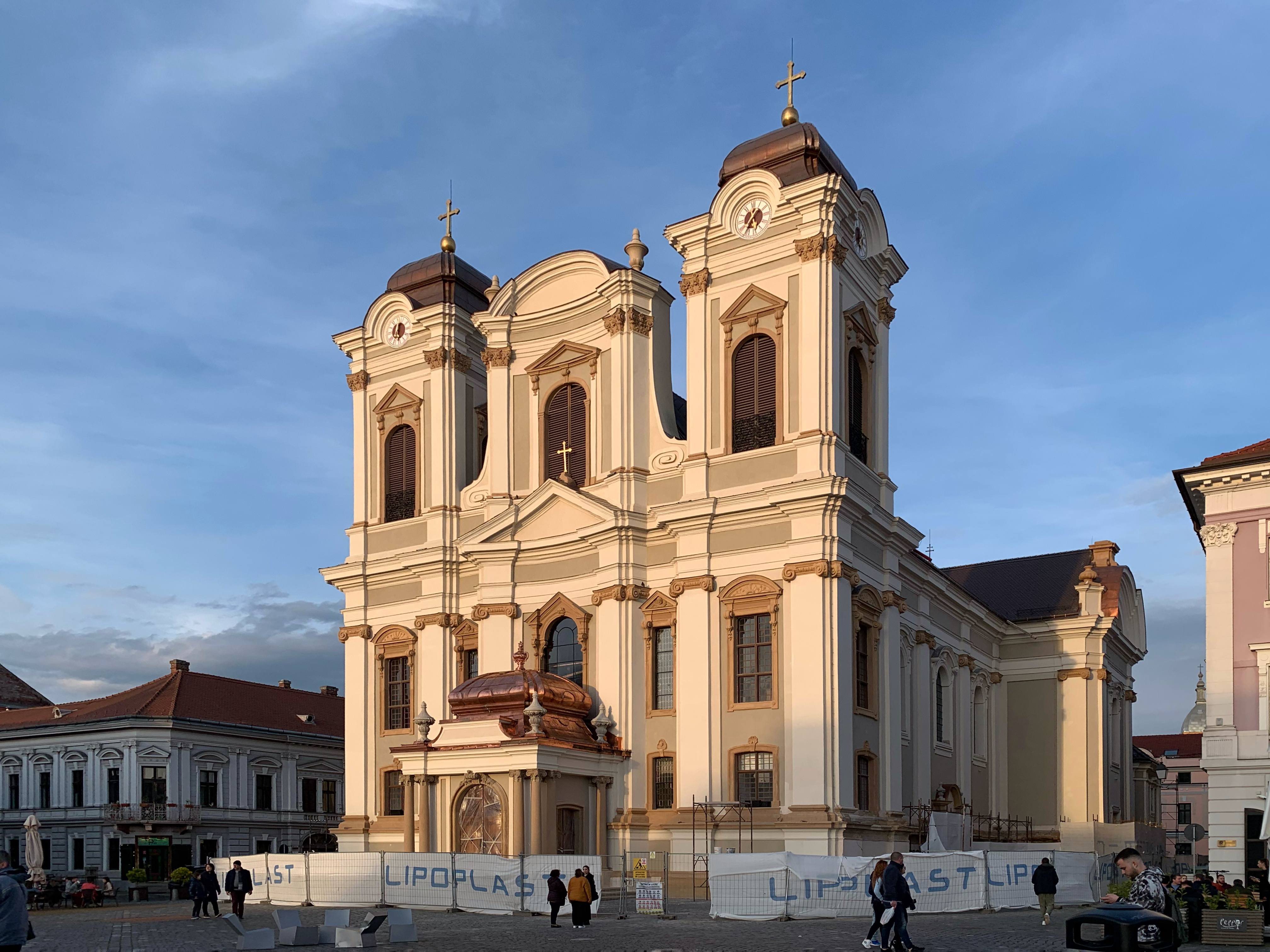
Temesvár, Románia
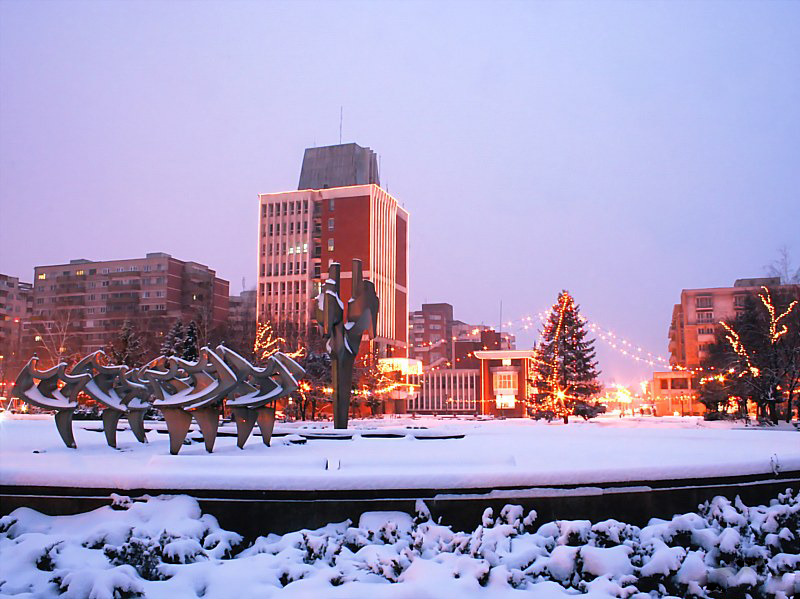
Resicabánya, Románia
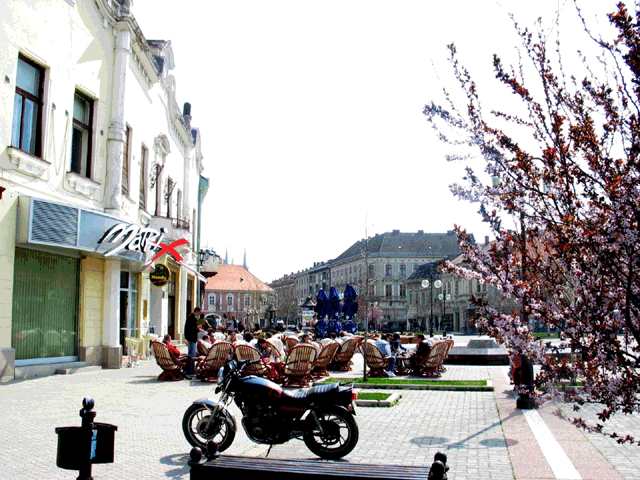
Versec, Szerbia
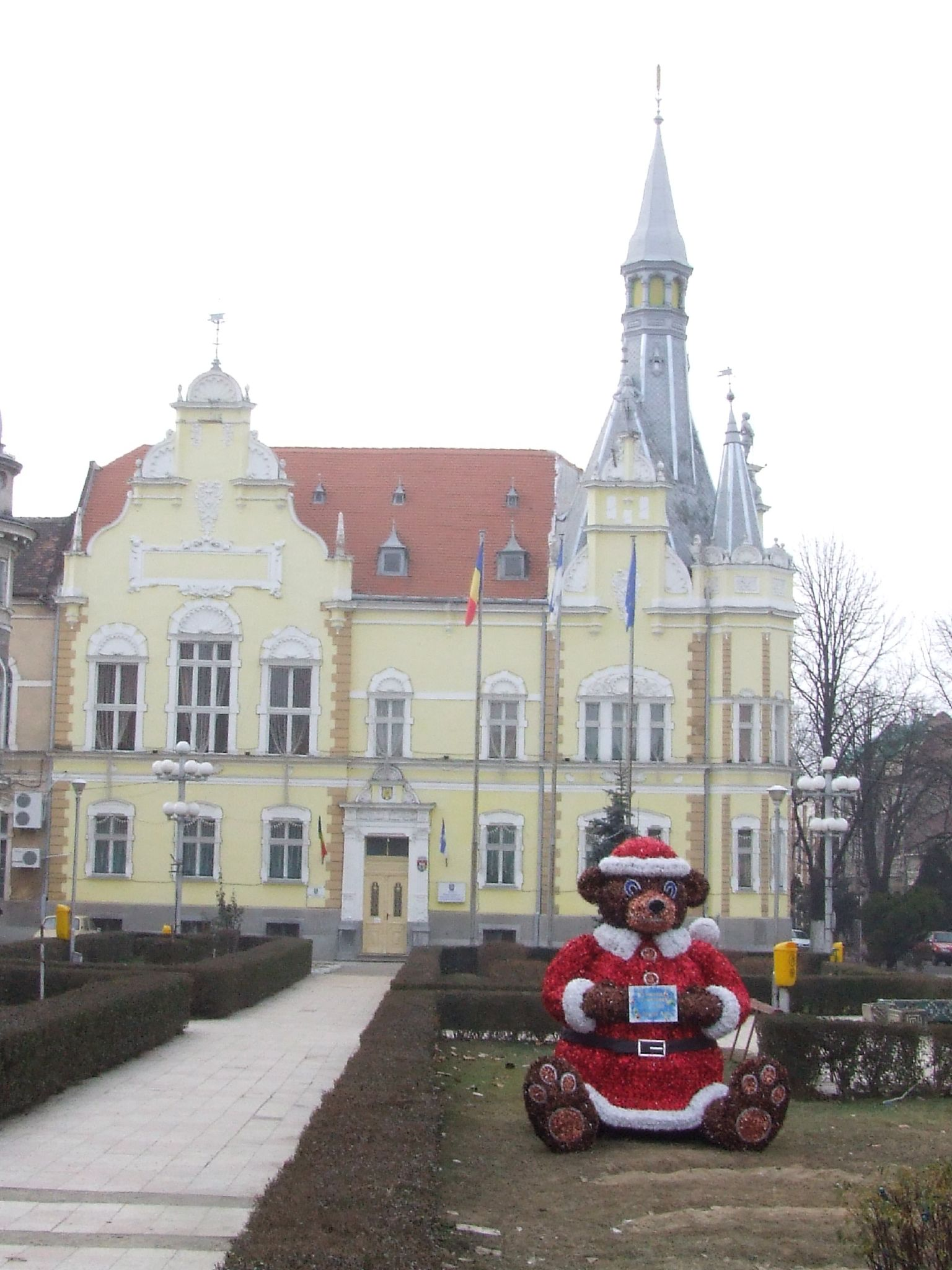
Karánsebes, Románia
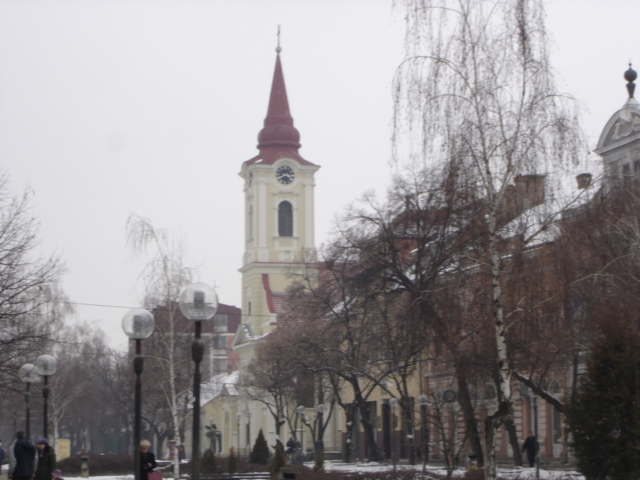
Nagykikinda, Szerbia
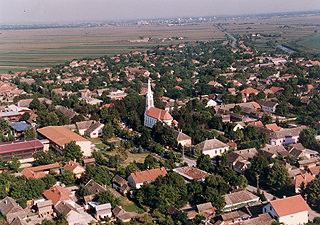
Székelykeve, Szerbia